# Zaruddea, Kremenciuk
Zaruddea (în ucraineană Заруддя) este un sat în comuna Bondari din raionul Kremenciuk, regiunea Poltava, Ucraina.

## Demografie
Componența lingvistică a localității Zaruddea
     Ucraineană (98,57%)
     Rusă (1,43%)
Conform recensământului din 2001, majoritatea populației localității Zaruddea era vorbitoare de ucraineană (98,57%), existând în minoritate și vorbitori de rusă (1,43%).